# 伯劳科
伯劳科（學名：Laniidae）在鸟类全基因组测序分类系统中是鸟纲雀形目中的一个科。这是一种食肉的小型雀鸟，生性凶猛。
伯劳古称“䴗”（也寫訛作鵙）、“鴃”（也写作鴂或者䳏）、鶷𪆰。《尔雅》记载，“鵙，伯劳也。”《曹子建集》卷十記載周宣王的大臣尹吉甫聽後妻讒言殺了孝子伯奇，後見一鳥認為是伯奇所化，就說道：「伯奇勞乎？是吾子，棲吾輿；非吾子，飛勿居。」結果該鳥真的跟著馬車回家；尹吉甫於是故意叫後妻準備弓弩要射此鳥，卻將箭射向後妻為子報仇，此後該鳥便有伯勞之名。但《曹子建集》和《文选》均稱伯勞為賊害之鳥。

## 分布
伯劳科鸟广泛分布于欧洲、亚洲、北美洲和非洲大陆。

## 外形
这个科的鸟为小型的雀类，喙强壮有力，嘴先具利钩和缺刻。鼻孔圆形，口鬚發達。头较大，多数种类有黑色过眼纹。

## 習性
伯勞科鳥類性情凶猛，有“雀中猛禽”之稱。常立於高處俯視，伺機而動，捕捉昆蟲、蛙類、蜥蜴、小鳥和鼠類等，有把屍體插在棘刺上撕食的習性，有時不全吃掉，用這種方式儲存食物。因此英文中也稱其為“butcher birds” (即“屠夫鳥”)，但是澳大利亞的butcher birds並不是伯勞，而是一種與牠們佔據相同生態位的鐘雀屬（Cracticus，原為獨立的鐘雀科的成員，1990年代被併入燕鵙科）。

## 分类
在鸟类传统分类系统中，伯劳科的鸟分为三个属：伯劳属（Lanius）、鹊鵙属（Corvinella）、林鵙属（Eurocephalus）。在鸟类DNA分类系统中，又增加了白肩鹊鵙属（Urolestes）。Peters的《世界鸟类分布名录》中列出了12个属74种。

## 有關物種
- 灰伯勞
- 南灰伯勞
- 棕背伯勞
- 紅頭伯勞
- 紅尾伯勞
- 虎紋伯勞
- 灰背伯勞

## 延伸阅读
[在维基数据编辑]
 《欽定古今圖書集成·博物彙編·禽蟲典·鵙部》，出自陈梦雷《古今圖書集成》